# Cercs
Cercs är en kommun i Spanien.   Den ligger i provinsen Província de Barcelona och regionen Katalonien, i den östra delen av landet, 500 km öster om huvudstaden Madrid. Antalet invånare är 1 306. Arean är 47 kvadratkilometer. Cercs gränsar till Vallcebre, Guardiola de Berguedà, La Nou de Berguedà, Vilada, La Quar, Olvan, Berga, Castellar del Riu och Fígols. 
Terrängen i Cercs är huvudsakligen kuperad, men åt nordväst är den bergig.